# Eugeniusz Knapik
Eugeniusz Antoni Knapik (ur. 9 lipca 1951 w Rudzie) – polski kompozytor i pianista, profesor sztuki, nauczyciel akademicki, w latach 2002–2008 rektor Akademii Muzycznej im. Karola Szymanowskiego w Katowicach.

## Życiorys
W latach 1970–1977 studiował kompozycję u Henryka Mikołaja Góreckiego oraz fortepian u Cz. Stańczyka w Państwowej Wyższej Szkole Muzycznej w Katowicach, gdzie od 1976 pracuje na Wydziale Kompozycji, Teorii i Dyrygentury, od 1983 jako adiunkt. W 2000 otrzymał tytuł profesora sztuki (sztuki muzyczne). W latach 2002–2008 zajmował stanowisko rektora na macierzystej uczelni. W 1976 otrzymał stypendium rządu francuskiego na studia kompozytorskie u Oliviera Messiaena w Paryżu.
Działa jako koncertujący pianista w Polsce i za granicą, koncentruje się na repertuarze XX wieku. Koncertował m.in. na festiwalach z cyklu Warszawska Jesień. Nagrywa muzykę współczesną dla Polskich Nagrań i Wifon (m.in. jedno z nielicznych kompletnych nagrań cyklu Vingt regards sur l’enfant-Jésus Oliviera Messiaena). Cykl utworów Vingt regards sur l'Enfant-Jésus wykonawstwa E. Knapika został wydany na CD w 2011 przez wytwórnię płytową DUX. Album ten, wydany po 32 latach od nagrania, został nagrodzony Nagrodą Muzyczną Fryderyk 2012 w kategorii Album Roku Recital Solowy. Skomponował cykl trzech oper The Minds of Helena Troubleyn (w latach 1993–1995), a w roku 2010 operę Moby Dick dla Teatru Wielkiego – Opery Narodowej w Warszawie.
Jego utwory znajdują się w repertuarze wybitnych muzyków polskich – J. Serafina, K.A. Kulki, J. Marchwińskiego oraz Polskiej Orkiestry Kameralnej pod dyrekcją J. Maksymiuka.
Należy do Związku Kompozytorów Polskich, był członkiem zarządu głównego, a od 1999 do 2003 wiceprezesem tej organizacji.

## Nagrody i wyróżnienia
Uzyskał szereg nagród jako kompozytor i pianista: 1976 – X Festiwal Pianistyki Polskiej w Słupsku oraz Konkurs Młodych Kompozytorów ZKP (II nagroda), 1977 Międzynarodowy Konkurs Muzyki Kameralnej w Wiedniu (III nagroda), 1979 Konkurs Kompozytorski Festiwalu „Młodzi Muzycy Młodemu Miastu” w Stalowej Woli (I nagroda). Utwory Knapika znalazły się dwukrotnie na Międzynarodowej Trybunie Kompozytorów UNESCO w Paryżu: 1978 – wyróżnienie i 1984 – I miejsce za Kwartet smyczkowy.
W 2006 roku został laureatem honorowym Nagrody im. Wojciecha Korfantego. W 2005 otrzymał Srebrny Medal „Zasłużony Kulturze Gloria Artis”. W 2007 uhonorowany Śląską Nagrodą im. Juliusza Ligonia. W 2008 został odznaczony Krzyżem Oficerskim Orderu Odrodzenia Polski. W 2014 otrzymał Nagrodę im. Karola Miarki. W 2019 odznaczony Złotym Medalem „Zasłużony Kulturze Gloria Artis”.